# Idris alticola
Idris alticola är en stekelart som först beskrevs av Jean-Jacques Kieffer 1913.  Idris alticola ingår i släktet Idris och familjen Scelionidae. Inga underarter finns listade i Catalogue of Life.